# Christiane Dunoyer
Christiane Dunoyer (* 16. Juli 1972 in Aosta) ist eine italienische Anthropologin und Dialektologin aus dem Aostatal.

## Leben
Christiane Dunoyer stammt aus Aosta, dem Hauptort der italienischen autonomen Region Aostatal. Sie studierte seit 1991 moderne Sprachen und Anthropologie an der Université de Savoie in Chambéry und der Universität Aix-Marseille. An dieser Hochschule wurde sie im Jahr 2007 mit der Arbeit Des hommes et des reines. Les combats de bovins dans les Alpes occidentales zur Kultur des Kuhkampfes in den zentralen Westalpen promoviert. 2017 erhielt sie die Lehrberechtigung für Universitäten Frankreichs im Fachbereich Langues et Cultures Régionales.
Neben der universitären Ausbildung war Christiane Dunoyer seit 1996 an der Programmgestaltung des Regionalstudios der RAI für das Aostatal beteiligt und produzierte eigene Reportagen in der autonomen Region. Zudem war sie als selbständige Dokumentaristin tätig und führte im Auftrag der Regionalverwaltung, der französischen Region Savoyen und des schweizerischen Kantons Wallis Forschungsarbeiten zu Fragen der Alltagskultur im Alpenraum und zur Dialektologie und Geolinguistik der frankoprovenzalischen Sprache durch.
Seit dem Jahr 2010 ist sie als Nachfolgerin von Alexis Bétemps die Leiterin des kulturgeschichtlichen und linguistischen Forschungsinstituts Centre d’études francoprovençales «René Willien» in der Gemeinde Saint-Nicolas im Aostatal. Für dieses im Jahr 1967 vom Fotografen, Schriftsteller und Sprachaktivisten René Willien (1916–1979) gegründete Institut leitet sie Forschungsarbeiten, Veranstaltungen und Vermittlungsprojekte zur Volkskunde und zu den Sprachverhältnissen im frankoprovenzalischen Sprachraum, der auch weite Teile der Westschweiz und Südostfrankreichs umfasst. Außerdem führt sie das beim Institut untergebrachte Museum Cerlogne, das dem Dichter und Pionier der valdostanischen Sprachforschung Jean-Baptiste Cerlogne (1826–1910) gewidmet ist, und organisiert den Dichterwettstreit Concours Cerlogne. Sie hat die Schriftleitung der Publikationsreihe Bulletin du Centre d’Etudes francoprovençales.
Christiane Dunoyer arbeitet wie schon ihre Vorgänger im Centre d’études francoprovençales «René Willien» mit Personen aus verschiedenen Institutionen in der Westschweiz und Südfrankreich zusammen.
Im Aostatal engagiert sie sich für den Sprachunterricht in Frankoprovenzalisch.

## Werke (Auswahl)
- Analyse et interprétation de quelques gestes inhérents aux pratiques alimentaires dans l’aire alpine, In: Alimentation traditionnelle en montagne, Actes du Colloque, Introd-Arvier-Saint-Nicolas, 17-18-19 décembre 2004. Aosta 2005, S. 147–153.
- Des hommes et des reines. Les combats de bovins dans les Alpes occidentales. Université Aix-Marseille. Aix-en-Provence 2007.
- Les Reines en Vallée d’Aoste, 50 ans de batailles, Aosta 2007.
- Les batailles de reines, l’amour des vaches décliné dans les phases du jeu. In: Le Flambeau, 203, 2007, S. 51–60.
- Les nouveaux patoisants en Vallée d’Aoste. Aosta 2010.
- L’identité valdôtaine. La cristallisation d’un mythe dans les textes littéraires en francoprovençal. In: Savoie et Littérature. Actes du 44e Congrès des Sociétés Savantes de Savoie, Chambéry, S. 363–369.
- Strategie di affermazione identitaria e rappresentazioni della lingua dei nuovi locutori francoprovenzali. In: Federica Diémoz, Valentina Porcellana: Minoranze in mutamento. Etnicità, lingue e processi demografici nelle valli alpine italiane. Alessandria 2014, S. 93–104.
- Le francoprovençal. Transmission, revitalisation et normalisation. Introduction aux travaux. In: Actes de la conférence annuelle sur l’activité scientifique du Centre d’études francoprovençales René Willien de Saint-Nicolas, le 7 novembre 2015. Aosta 2016, S. 11–15.
- Pratiques linguistiques et représentations autour de l’intercompréhension. In: Francoprovençal. Documenting a contact variety in Europe and North America. International Journal of Sociology of Language, 2017.
- Francoprovençal, patois, langue savoyarde, arpitan… Histoire et pratiques contemporaines de la langue francoprovençale en pays de Savoie. In: Les Dossiers du Musée Savoisien, 2, 2017, Chambery 2017.
- Mit Natalia Bichurina: A propous de la revitalisacion du francoprovençal. Mecanismos de comunicacion et transmicion de la lenga foura d’un cadro formel. (Primer Congreso Internacional sobre revitalizacion de lenguas indigenas y minorizadas, Universitat de Barcelona, Universitat de Vic – Universitat Central de Catalunya, Indiana University – Bloomington, Barcelone, 19-20 avril 2017.) In: Mònica Barrieras, Carla Ferrerós Transmissions (Hrsg.): Estudis sobre la transmissió lingüística. Barcelona 2018.